# 桜川橋梁列車三重衝突事件

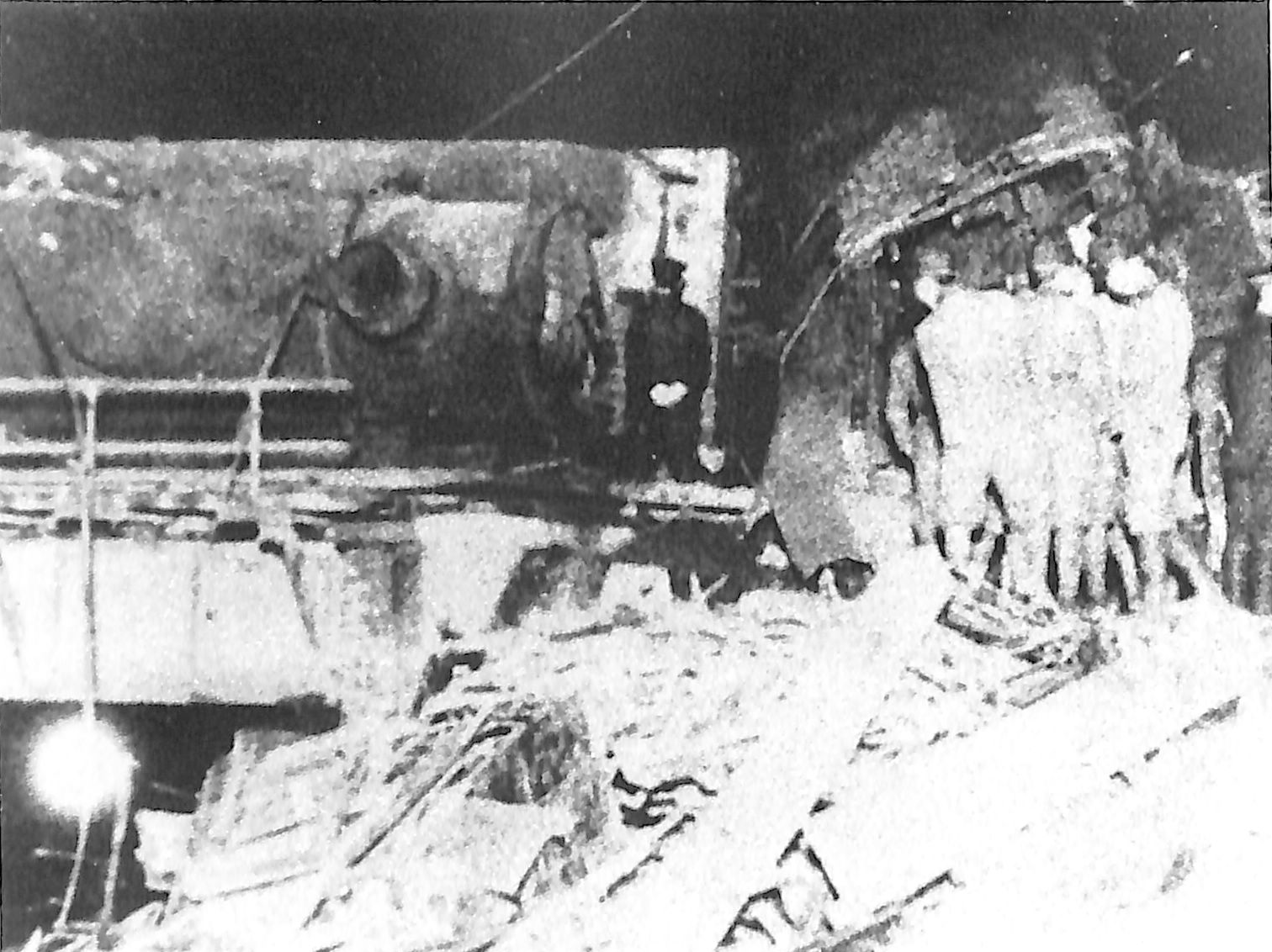
事故直後の現場の様子

桜川橋梁上列車三重衝突事件（さくらかわきょうりょうじょうれっしゃさんじゅうしょうとつじけん）は、1943年（昭和18年）10月26日に、茨城県土浦市内の常磐線土浦駅構内で発生した鉄道事故である。常磐線土浦駅列車衝突事故、または土浦駅列車三重衝突事故ともいう。この事故は戦時中のため大きく報道されることはなく、鮮明な写真も残されていない。

## 事故の状況

### 経過
貨物第294列車は18時40分ごろ土浦駅上り1番線に到着し、入換のため貨車41両を引上線へ引き上げていた。18時48分、信号掛のポイント転換ミスによって異線進入を起こし、上り本線から分岐する転轍器を割り出して進路を支障する最初の事故が発生した。
18時51分30秒、場内信号機の進行指示によって走行してきた貨物第254列車が、支障していた貨物第294列車に衝突した。牽引機関車（D51 651）は貨車に食いこんで直後の貨車14両も脱線転覆し、下り線を支障した。
18時54分、下り本線に上野発平（現・いわき）行きの普通第241列車が進入するも、本線を支障していた貨物列車に接触・衝突した。牽引機関車は脱線転覆して機関士は即死し、客車は2両目まで脱線、3両目は桜川橋梁上で脱線、4両目は桜川に転落して水没した。5両目以降は橋梁手前で転落は免れた。これにより、多数の死傷者を出した。

### 救護活動
事故発生を受けて、市内各地から警防団や土浦、霞ケ浦の各航空隊などからも救援活動に駆け付け、夜を徹しての救護活動が続けられた。遺体は駅近くの病院に収容されたが、すぐに満杯となり、駅近くの空き地に並べられた。事故発生から3日後に川に落ちた客車などがクレーンで撤去され、常磐線は復旧・開通した。

### 原因
原因は車両入換で信号掛と操車掛の打ち合わせ不良と操車掛の進路確認不良のため車両を異線に進入させ上り本線を支障させたことと、信号掛が列車防護措置をとらなかったことである。操車掛は接近中の貨第254列車を停止すべく北部信号所に向かったが約500mの距離があり、間に合わなかったとされる。
最初の事故は貨車入換中に発生したもので、入換作業は操車掛の進路要求により信号掛が進路構成し操車掛が機関士に指示することで開始するが、この事故では信号掛が異進路を構成し操車掛が入換標識を確認せず入換を開始したことに起因する。当時土浦駅の信号機は腕木式で、転轍器を割出しても自動的に場内信号機に停止信号を現示することは出来なかったとされる。信号掛は戦時中に列車運行を阻害する事故を発生させたことに気が動転したのか、北部信号所に連絡するなど上り列車抑止手配を取らなかったため、上り貨物列車の進入→衝突を招いた（列車防護不適切）。南信号所で対応可能であった下り場内信号機に停止信号を現示していれば、下り旅客列車の進入は防止可能であった（列車防護不適切）。

### 死者数
この事故は戦時中に起きた事故のためか、死者数が各資料により大きく異なる。このような食い違いは他の鉄道事故では見られない。
死者と負傷者数は下記の通り。
- 『国有鉄道重大運転事故記録』 - 死者110名、負傷者107名。
- 『裁判記録』『土浦市史』 - 死者94名、負傷者103名。
- 『土浦駅史』 - 死者93名、負傷者103名。
- 『事故慰霊碑』 - 死者96名、負傷者百余名[10]。
- 『茨城県大百科事典』 - 死者92人、負傷者100人を超えた[11]。

なお、『鉄道重大事故の歴史』（久保田博著、グランプリ出版）70頁には「57人が死亡、77人が負傷」と記載されたが、これは事故翌日の鉄道省発表をそのまま引用した数字。
特に問題になるのが水没した4両目にいた乗客数と死者数で、当時の客車の座席数は80~88のため、「乗客はほとんど座っていて、ぽつぽつ立っている人がいるぐらいでした」という乗客の証言があり、乗客数は約80名とされる。水没後に4両目から脱出し、救助された乗客の証言があり、ほか、何名かは脱出できたとされる。そのため『事故の鉄道史』では死者数が最も多い『国有鉄道重大運転事故記録』の110名から「鉄道省発表」の57名を引いた53名（鉄道関係者3名を除けば50名）とし、4両目から脱出できた人数を「30名」としている。同書ではこの事故の死者数を「120~128名」と結論づけている

### 裁判
南部信号所には3人の係員がいたが、事故発生時にどのような行動をとったのかは記録が無い。南部信号所の係員の年齢とキャリアは以下の通り。
- 閉塞信号掛 - 44歳、勤務年数3年10ヶ月。
- 見張信号掛 - 28歳、同1年8ヶ月。
- 梃子番 - 20歳、同1ヶ月。

事故後、水戸地方検事局は関係者を取り調べて、見張信号掛と操車掛の2人を業務上過失致死傷の罪で起訴した。水戸地方裁判所土浦支部は操車掛に禁固2年、見張信号掛に禁固1年6ヶ月の実刑判決を下した。裁判所は操車掛の前方線路の確認漏れと信号掛が眼前に起きた第一の事故に気づかず、また、第三の事故防止にも適切な取らなかったことを判決の理由に挙げている。閉塞信号掛と梃子番は刑事責任を問われなかったが、どのような処分が下されたのかは不明。事故後土浦駅長は更迭された。
事故の裁判記録は土浦駅に保管されていて、事故から40年後の1983年に土浦市在住の医師で作家の佐賀純一は『木碑からの検証‐戦時下の土浦駅構内事故』の執筆にあたり、裁判記録の閲覧を土浦駅に申請したが、事故の当事者以外は閲覧できない資料であるという回答だった。その代わり、当時の駅長が「質問には納得のゆくようにお答えしましょう」と取材に応じた。（現在は保管されているか破棄されたかは不明）

### 事故後
事故後、11月10日、天皇・皇后より運輸通信大臣に対し御救恤金（御見舞金）として900円が下賜された。
事故から22年経った1965年に現場近くの桜川河畔に木製の供養塔が建てられたが、風雨にさらされ傷みが進んだため、1986年6月に従来の慰霊碑の脇に黒御影石製の新たな石碑が建てられている（従来の木柱も残されている）。この石碑には96名の犠牲者氏名と、「ここに刻まれているのは事故裁判記録に掲載されている九十六名の方々の氏名であるが、この他にも事故がもととなって亡くなられた方も数多く居られるものと想像される。ここに併せてその冥福を衷心よりお祈りするものである。」とのメッセージが刻まれている。
事故から80年経過した2023年現在も車両が転落した常磐線第1桜川橋りょうにはトラスが設置されていない。